# Qualificazioni al campionato mondiale di calcio 2022 - CAF - seconda fase - girone J
Questa voce raccoglie i risultati delle partite del girone J valido come secondo turno di qualificazione al Campionato mondiale di calcio 2022 per la zona africana.

## Classifica
| Squadra      | P.ti | G | V | P | S | RF | RS | DR |
| ------------ | ---- | - | - | - | - | -- | -- | -- |
| RD del Congo | 11   | 6 | 3 | 2 | 1 | 9  | 3  | +6 |
| Benin        | 10   | 6 | 3 | 1 | 2 | 5  | 4  | +1 |
| Tanzania     | 8    | 6 | 2 | 2 | 2 | 6  | 8  | -2 |
| Madagascar   | 4    | 6 | 1 | 1 | 4 | 4  | 9  | -5 |

## Risultati

### 1ª giornata
| Arbitro: | Ibrahim Kalilou Traore |

|             |           |           |
| Mbokani 23’ | Marcatori | 36’ Msuva |

| Arbitro: | Brighton Chimene |

|  |           |            |
|  | Marcatori | 22’ Mounié |

### 2ª giornata
| Arbitro: | Jean Ouattara |

|            |           |             |
| Adéoti 33’ | Marcatori | 11’ Mbokani |

| Arbitro: | Mashood Ssali |

|                                       |           |                                     |
| Nyoni 2’ (rig.) Miroshi 26’ Salum 53’ | Marcatori | 36’ Rakotoharimalala 45+2’ Fontaine |

### 3ª giornata
| Arbitro: | Celso Alvação |

|  |           |            |
|  | Marcatori | 71’ Mounié |

| Arbitro: | Antonio Dungula |

|                              |           |  |
| Akolo 35’ Mbokani 79’ (rig.) | Marcatori |  |

### 4ª giornata
| Arbitro: | Omar Artan |

|  |           |          |
|  | Marcatori | 6’ Msuva |

| Arbitro: | Patrice Milazar |

|                     |           |  |
| Rakotoharimalala 2’ | Marcatori |  |

### 5ª giornata
| Arbitro: | Bernard Camille |

|  |           |                                  |
|  | Marcatori | 6’ Kakuta 66’ Fasika 85’ Malango |

| Arbitro: | Bakary Gassama |

|                       |           |  |
| Dossou 44’ Mounié 79’ | Marcatori |  |

### 6ª giornata
| Arbitro: | Eric Otogo-Castane |

|                                |           |  |
| Mbokani 10’ (rig.) Malango 75’ | Marcatori |  |

| Arbitro: | Messie Nkounkou |

|              |           |           |
| Abdallah 74’ | Marcatori | 25’ Msuva |